# 呂施格拉特山
46°42′6″N 9°20′44″E / 46.70167°N 9.34556°E

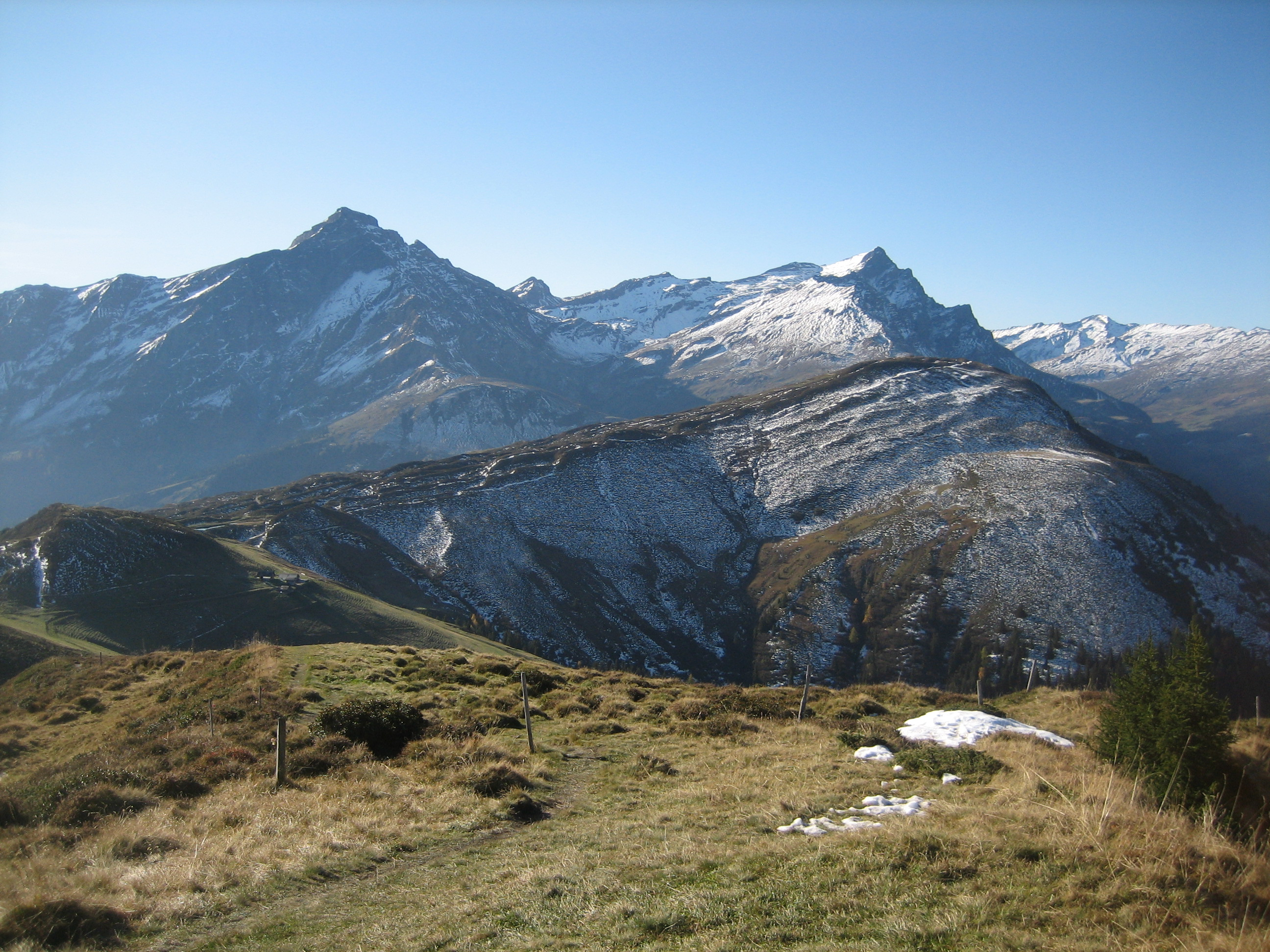

呂施格拉特山（Lüschgrat），是瑞士的山峰，位於該國東南部，由格勞賓登州負責管轄，屬於勒蓬廷山的一部分，海拔高度2,178米，每年平均降雨量1,929毫米。